# Ziua Marinei Române

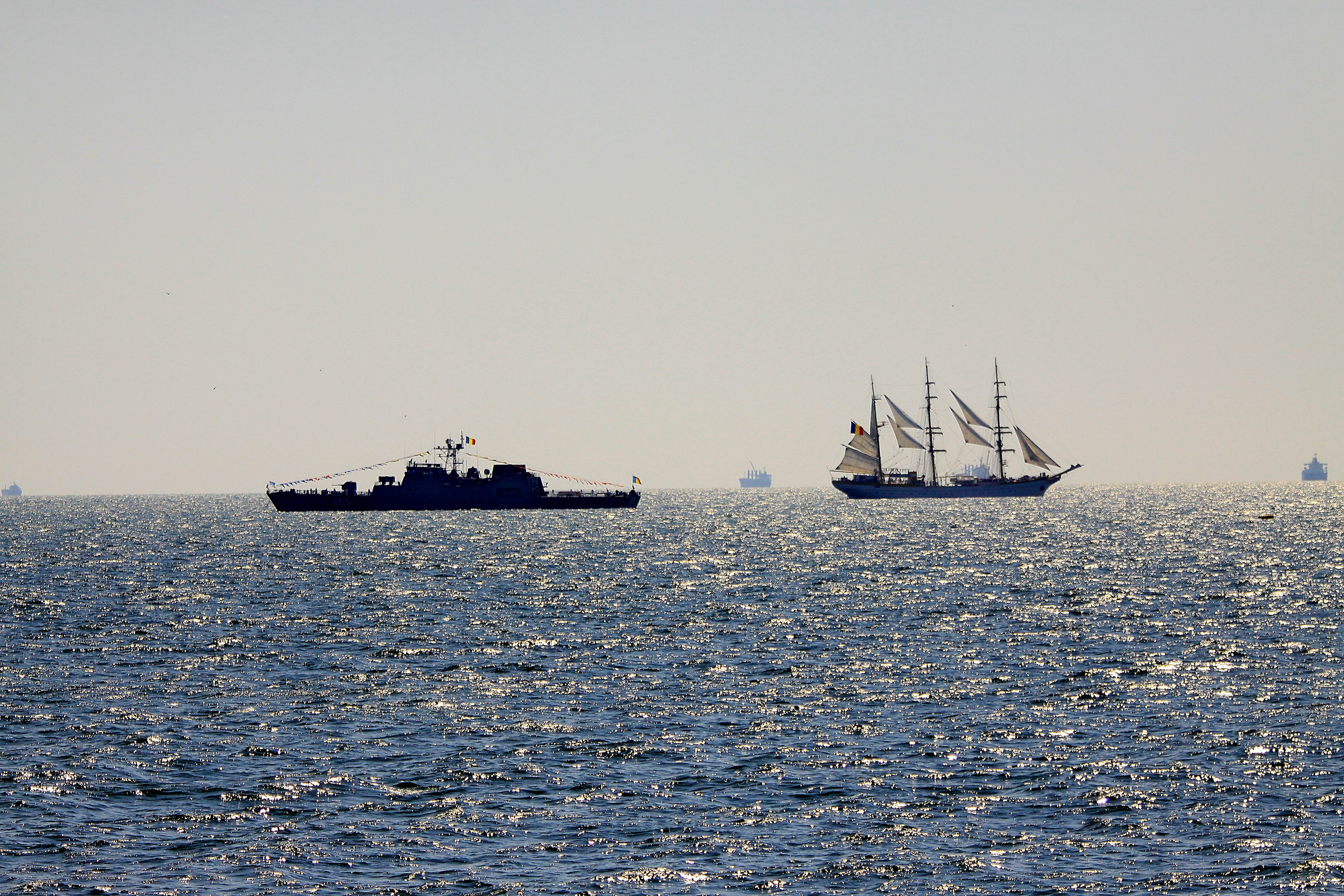
Două nave ale forțelor navale române, participante la Ziua marinei din 2018 - în dreapta, nava-școală Mircea.

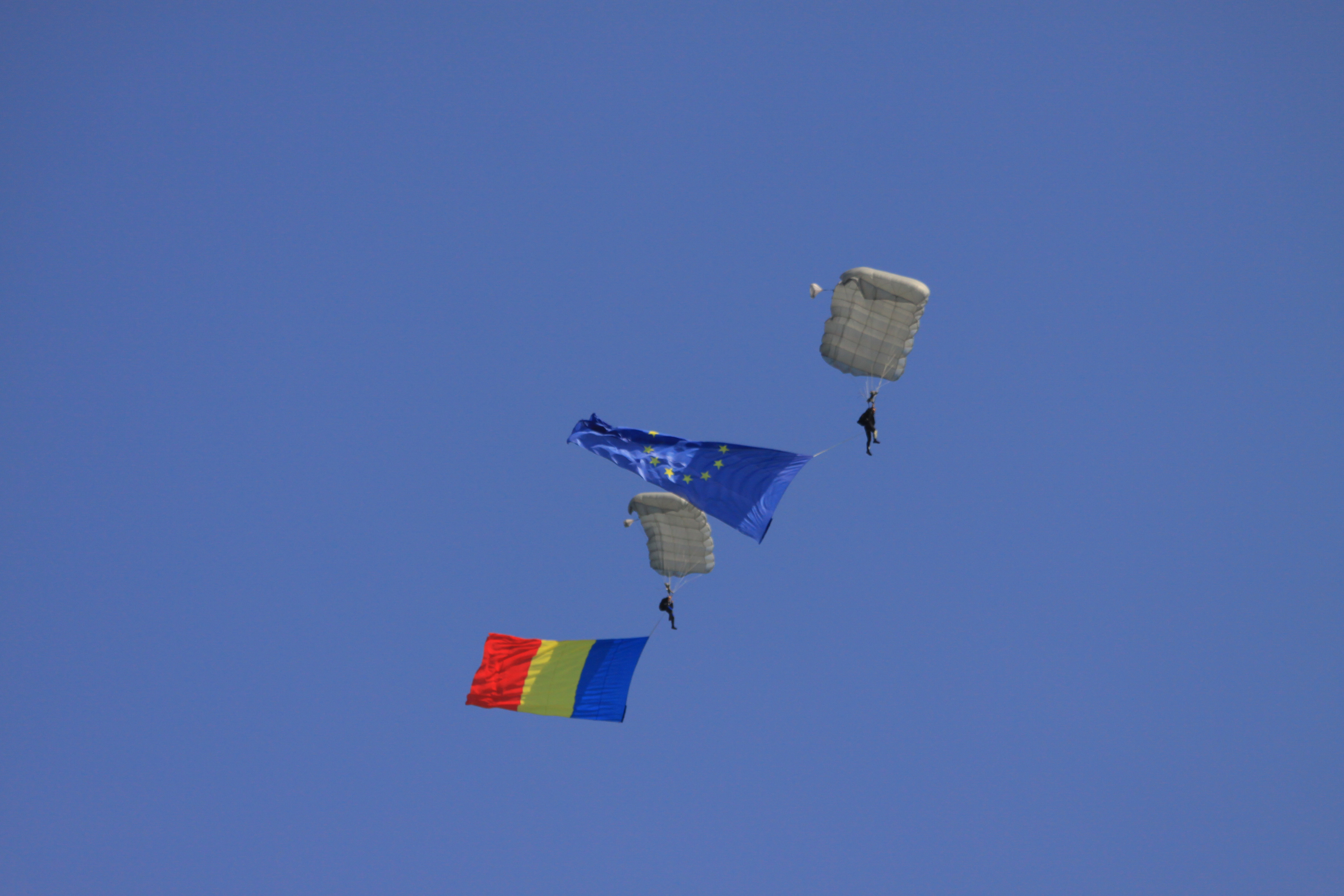
Doi parașutiști-scafandri ai forțelor navale române la Ziua marinei din 2018.

Ziua Marinei Române, este o sărbătoare civilă și militară, marcată de autoritățile publice și celelalte instituții ale statului prin organizarea unor programe și manifestări cu caracter evocator, în spiritul tradițiilor poporului român, precum și prin ceremonii militare și religioase organizate de Ministerul Apărării Naționale și Ministerul Administrației și Internelor.
A fost instituită prin Legea nr. 382 din 28 septembrie 2004, publicată în Monitorul Oficial partea I, nr. 896 din 1 octombrie 2004. Începând din anul 2009, ziua de 15 august a fost declarată sărbătoare națională.

## Istoric

### De la instituire până la 1949
Ziua Marinei Române s-a aniversat pentru prima dată în 1902, la 15 august, fiind strâns legată de sărbătoarea religioasă a Sfintei Maria, ocrotitoarea marinarilor de pretutindeni. La acea dată, evenimentul a fost marcat în Portul Constanța, la bordul crucișătorului Elisabeta, în prezența ministrului de război Dimitrie A. Sturdza și a tuturor ofițerilor Diviziei de Mare. De asemenea, pe faleza Cazinoului au fost organizate ample manifestări, spectacole în aer liber și jocuri de artificii.
În anul 1912, serbarea a fost pusă sub Înaltul Patronaj al Majestății Sale Regina Elisabeta, inițiativa organizării sale aparținând Societății ,,Regina Elisabeta” a Marinarilor Civili din Constanța.   	 	 	 	Manifestările au evoluat ca amploare și spectaculozitate, ele fiind susținute, în special în perioada interbelică, de Liga Navală Română, Yacht Clubul Regal Român și Asociația Marinarilor Civili Regina Elisabeta.
Tot de Ziua Marinei, M.S. Regele Carol al II-lea a hotărât ca unica școală pentru toți marinarii români să se numească Școala Navală a Majestății Sale Mircea și a creat „Medalia Maritimă”, transformată în anul 1938 în „Virtutea Maritimă”.
În anul 1933, s-a instituit Ziua Apelor, precedând Ziua Marinei și care a fost sărbătorită până în anul 1945.
La 15 august 1936 a fost botezat în cadrul festiv al serbărilor, primul submarin românesc, NMS Delfinul.
În anul 1938, datorită decesului Reginei Maria, la 18 iulie, Ziua Marinei a fost serbată la 8 septembrie, de Sfânta Maria Mică. În timpul celui de-al doilea război mondial, Ziua Marinei s-a serbat într-un cadru sobru, de reculegere și preamărire a eroilor marinari.
În anul 1945, la sărbătoarea marinarilor români au participat și membrii Comisiei Aliate de Control.

### Din 1950 până în 1990
Între anii 1949-1953, Ziua Marinei s-a rezumat la marcarea Zilei Flotei U.R.S.S., în ultima duminică din luna iulie. De la 1 august 1954, Ziua Marinei s-a serbat de Ziua Forțelor Maritime Militare, programul Zilei Marinei fiind politizat și adaptat noii ideologii.
Începând cu anul 1960, manifestările au dobândit accente propagandistice, care includeau conferințe despre semnificația Zilei Marinei susținute de către ofițeri și propagandiști în întreprinderi și în garnizoanele de marină, înmânarea de către delegațiile de marinari a unor machete de nave, organizarea vizitării de către pionieri a navelor-școală Mircea și Libertatea și ieșiri pe mare cu acestea. Semnificația creștină a sărbătorii a fost substituită cu una mitologică: participarea zeului Neptun în calitate de patron al întrecerilor și jocurilor marinărești.
Din anul 1970, la Constanța se organizează timp de două săptămâni „Serbările Mării”, care se încheiau cu Ziua Marinei.

### După 1990
Din anul 1990 s-a revenit la tradiția de a celebra Ziua Marinei Române, odată cu sărbătoarea Sfintei Marii – Praznicul Adormirii Maicii Domnului, la data de 15 august.
Astfel, cu prilejul Zilei Marinei Române din 15 august 1991, a avut loc o impresionantă paradă navală și evoluția aviației militare, elicoptere de luptă, precum și demonstrații sportive marinărești susținute de scafandrii militari și echipajele unor ambarcațiuni cu rame și vele.
La festivitățile de la Constanța au fost prezente, în premieră, echipajul crucișătorului U.S.S. Belknap, aparținând Flotei a-VI-a a S.U.A., echipajul navei militare sovietice Azov, distrugătorul turcesc Kocatepe și nava de patrulare bulgară Smeli.
În anul 1999, spre deosebire de edițiile precedente, festivitățile de Ziua Marinei și a Lucrătorului Portuar, s-au desfășurat la Cuibul Reginei și în zona farului Carol I din Constanța.
Prin Legea nr. 382 din 28 septembrie 2004, s-a instituit Ziua Marinei Române pe data de 15 august.

## Festivități
- ridicarea pavilionului - este un moment solemn al începerii ceremonialului militar specific zilelor de sărbătoare în Forțele Navale Române.
- lansarea unei coroane de flori - pentru cinstirea memoriei eroilor marinari căzuți la datorie pentru patrie
- parada navală - cuprinzând nave de luptă fluviale ce execută exerciții demonstrative și nave civile cu diferite destinații
- sosirea lui Neptun - stăpânul mărilor și al oceanelor și zeul fluviilor, care declară deschise jocurile marinărești pe apă și va da botezul marinăresc
- botezul marinarilor
- jocuri și întreceri marinărești:
  - concursuri de bărci 6+1 și 2+1, concursuri de caiac-canoe și de înot
  - demonstrații de sărituri în apă și de aruncare a colacului de salvare
  - prinderea porcului la școndru
  - vânătoarea de rațe
- diverse activități:
  - vizitarea navelor de luptă
  - jocuri marinărești pe uscat: trasul la parâmă, ștafeta marinărească, oul în lingură, fuga în sac, alergare câte doi
  - programe artistice
  - retragerea cu torțe
  - focuri de artificii.